# Peter Josef de Francken-Sierstorpff

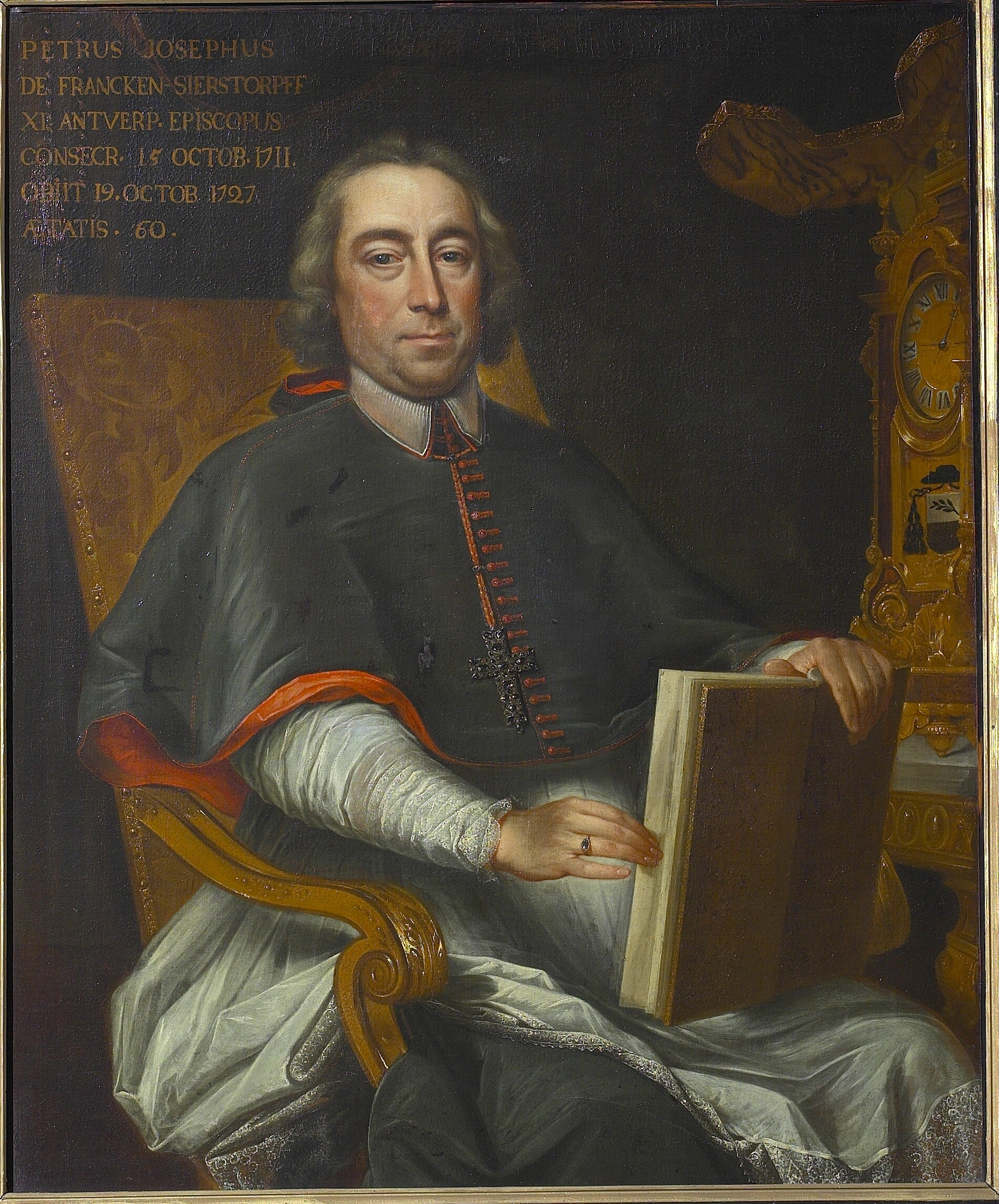
Frans van Stampart - Portrait of Bishop Franken-Sierstorpff XI

Peter Josef (ook Pierre-Joseph) de Francken-Sierstorpff (soms ook 'Sierstorff') (1667 - Antwerpen, 19 oktober 1727) was van 1711 tot 1727 de elfde bisschop van Antwerpen. Zijn vader Andreas de Francken Sierstorpff was raadslid bij de aartsbisschop van Keulen. Peter Josef werd kanunnik in de Keulse kathedraal en voorzitter van het Sint-Laurentiuscollege van de Keulse universiteit. Voor het kapittel van de kathedraal voerde hij verschillende binnen- en buitenlandse diplomatieke missies uit.
In 1710 werd hij door de Spaanse koning tot bisschop van Antwerpen benoemd. Paus Clemens XI bevestigde zijn aanstelling. Op 25 oktober 1711 werd hij in Keulen tot bisschop gewijd. In december 1711 nam hij plechtig bezit van zijn bisschopszetel.